# Gravsjön, Småland
Gravsjön är en sjö i Aneby kommun i Småland och ingår i Motala ströms huvudavrinningsområde. Sjön har en area på 0,638 kvadratkilometer och ligger 254,3 meter över havet.

## Delavrinningsområde
Gravsjön ingår i det delavrinningsområde (641637-145386) som SMHI kallar för Mynnar i Västra Lägern. Avrinningsområdets medelhöjd är 260 meter över havet och ytan är 36,25 kvadratkilometer. Det finns inga delavrinningsområden uppströms utan avrinningsområdet är högsta punkten. Vattendraget som avvattnar avrinningsområdet har biflödesordning 4, vilket innebär att vattnet flödar genom totalt 4 vattendrag innan det når havet efter 224 kilometer. Delavrinningsområdet består mestadels av skog (76 procent) och jordbruk (10 procent). Avrinningsområdet har 1,5 kvadratkilometer vattenytor vilket ger det en sjöprocent på 4,1 procent.